# بتان، آکلان
بتان، آکلان (به لاتین: Batan, Aklan) یک منطقهٔ مسکونی در فیلیپین است که در آکلان واقع شده‌است.